# Villanueva del Trabuco
Villanueva del Trabuco és un poble de la província de Màlaga (Andalusia), que pertany a la comarca de la Comarca Nororiental de Málaga.

## Demografia
| 1860  | 1877  | 1887  | 1900  | 1910  | 1920  | 1930  | 1940  | 1950  | 1960  | 1970  | 1981  | 1991  | 2001  | 2007  |
| ----- | ----- | ----- | ----- | ----- | ----- | ----- | ----- | ----- | ----- | ----- | ----- | ----- | ----- | ----- |
| 1.363 | 1.891 | 2.146 | 2.274 | 2.754 | 3.122 | 3.346 | 4.113 | 4.689 | 4.846 | 4.214 | 4.194 | 4.365 | 4.739 | 5.306 |

## Història
Villanueva del Trabuco no és dels assentaments més antics de la província, encara que hi ha testimoniatges que va estar poblat des d'èpoques remotes. Igual que en els municipis propers, l'home va estar aquí present des de la Prehistòria, tal com ho demostren els jaciments arqueològics trobats en el poble, però després del període romà i la seva continuació amb la presència dels visigots, la zona tot just si aporta senyals de presència humana important. Segons algunes investigacions, en l'any 1487 el rei Ferran el Catòlic va sortir d'Antequera amb les seves tropes per a la conquesta de Vélez-Málaga, dividint-se en dos fronts. Un dels quals, manat pel mateix rei va escollir la senda que passava per la Fuente de la Lana; l'altre front, capitanejat pel marquès de Cadis, va passar pel mateix Trabuco.
Conta la llegenda, que existia una venda en un encreuament pròxim al poble, el propietari del qual, per a proveir-se de queviures es dirigiria a Archidona. En el seu continus viatges era assaltat pels camins i li robaven les mercaderies, pel que va decidir comprar-se un trabuc (trabuco en castellà), del que no se'n separava, d'aquí, que quan va anar s Archidona deien "aquí ve el paio del trabuc", possible origen del nom d'aquest municipi. Curiosament, el nucli urbà, a principis del s. XX tenia forma de trabuc.
És en el segle xviii, igual que la majoria dels pobles que tenen el cap del seu partit judicial a Archidona, quan apareix el nucli actual. La fundació d'aquests pobles, entre els quals es troba Villanueva del Trabuco, ve donada pel desig de repoblació d'aquestes terres per part de Carles III, a causa de la seva aptitud per a l'agricultura, però que en aquells temps es trobaven sense roturar i eren cau de tota mena de feristeles. A més, altre motiu pel qual no es treballaven era que quedaven molt distants de les zones habitades. Carles III, informat pels seus ministres, va decidir portar colons estrangers. Van venir sis mil colons catòlics alemanys i flamencs, que després d'ocupar zones de Sierra Morena van passar a altres llocs d'Andalusia i entre ells la zona de Màlaga que té pobles amb el nom de Villanueva. En l'any 1845 se sol·licita al cabildo d'Archidona la separació del poble de la vila d'Archidona, una mica que no s'aconseguirà fins al 1850.